# Maëlle (album)
Pour les articles homonymes, voir Maëlle.
Singles
1. Toutes les machines ont un cœur
Sortie : 5 avril 2019
2. Le Pianiste des gares
Sortie : 23 septembre 2019
3. Sur un coup de tête
Sortie : 4 octobre 2019
4. L'Effet de masse
Sortie : 11 février 2020

Maëlle est le premier album studio de la chanteuse française Maëlle sorti le 22 novembre 2019 sur le label Mercury.

## Liste des pistes
| No  | Titre                           | Durée |
| --- | ------------------------------- | ----- |
| 1.  | Toutes les machines ont un cœur | 4:19  |
| 2.  | Le Mot d'absence                | 3:31  |
| 3.  | Le Pianiste des gares           | 4:04  |
| 4.  | L'Effet de masse                | 3:28  |
| 5.  | Je t'aime comme je t'aime       | 2:41  |
| 6.  | SOS                             | 3:19  |
| 7.  | Sur un coup de tête             | 3:40  |
| 8.  | Si                              | 5:06  |
| 9.  | Tu l'as fait                    | 3:48  |
| 10. | You Go                          | 3:37  |
| 11. | La Marque                       | 3:15  |

## Classements
| Classement (2019)            | Meilleure position |
| ---------------------------- | ------------------ |
| Belgique (Wallonie Ultratop) | 20                 |
| France (SNEP)                | 19                 |
| Suisse (Schweizer Hitparade) | 25                 |
| Suisse romande               | 10                 |

### Classements annuels
| Classement (2019) | Meilleure position |
| ----------------- | ------------------ |
| France (SNEP)     | 177                |